# Antholz Niedertal

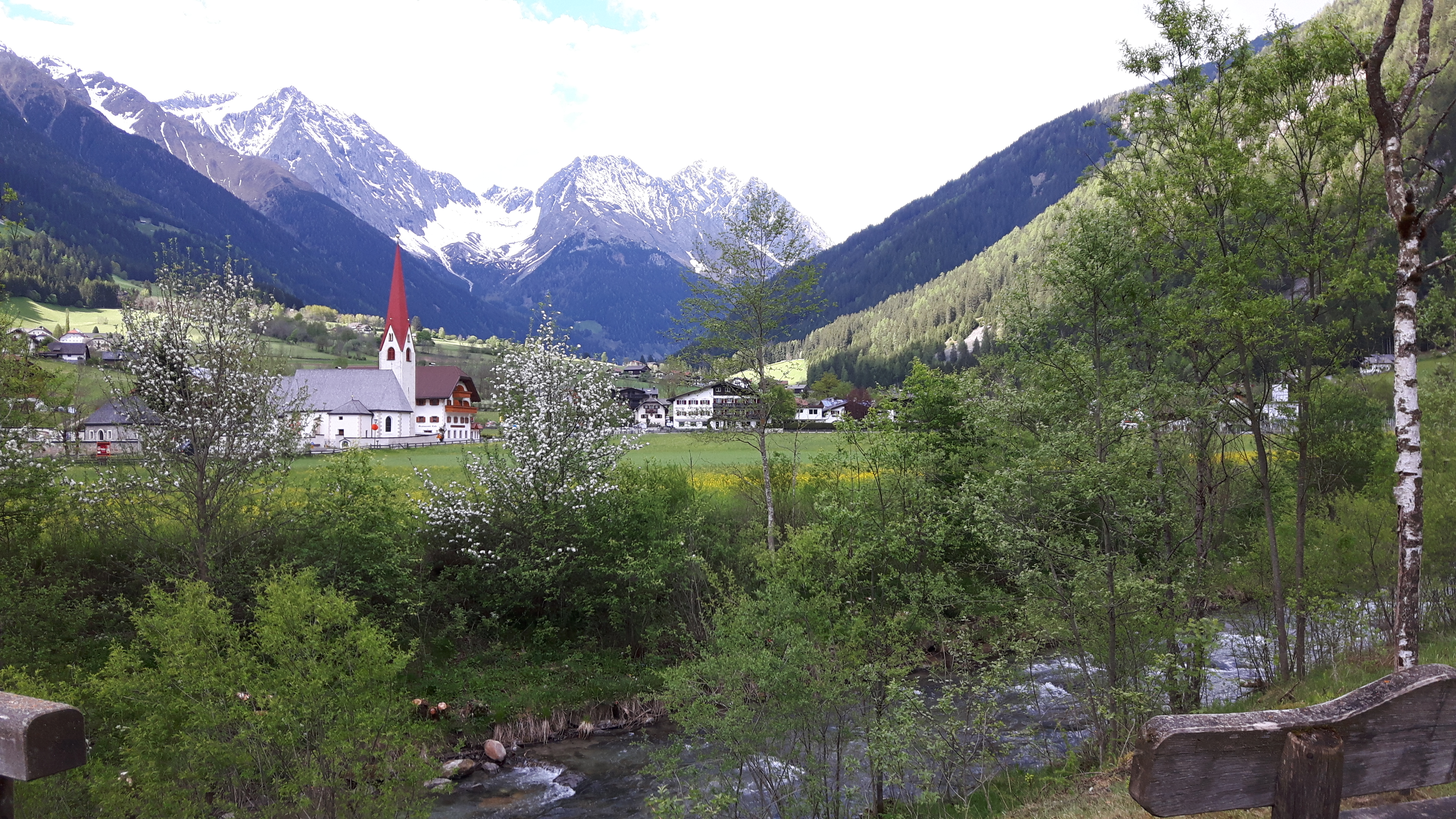
Blick über den Antholzer Bach nach Antholz Niedertal von Süden

Antholz Niedertal (italienisch Anterselva di Sotto) ist eine Fraktion der Gemeinde Rasen-Antholz im Antholzer Tal in Südtirol (Italien) mit 412 Einwohnern (Stand: 31. Dezember 2019).

## Lage
Antholz Niedertal befindet sich auf einer Höhe von 1109 m. Im Süden liegt in etwa sechs Kilometer Entfernung Oberrasen, dazwischen befindet sich kurz vor Antholz Niedertal das Einzelgehöft Bad Salomonsbrunn. Die nächste Ortschaft taleinwärts ist Antholz Mittertal.

## Geschichte
Bis 1919 gehörte Antholz Niedertal als Teil der Katastralgemeinde Antholz in der Gemeinde Rasen zum Gerichtsbezirk Bruneck, der infolge des Ersten Weltkriegs zu Italien kam. 1928 wurde die Katastralgemeinde Antholz zusammen mit Niederrasen, Oberrasen und Olang unter dem Faschismus zur Großgemeinde Rasen-Olang (italienisch Rasun-Valdaora) mit Sitz in Niederrasen zusammengeschlossen. Die deutschsprachigen Bürgermeister wurden abgesetzt und ein Podestà aus den alten italienischen Provinzen wurde zum Gemeindeleiter bestimmt. 1955 wurde die Gemeinde in die heutigen Gemeinden Olang und Rasen-Antholz geteilt.

## Kirche

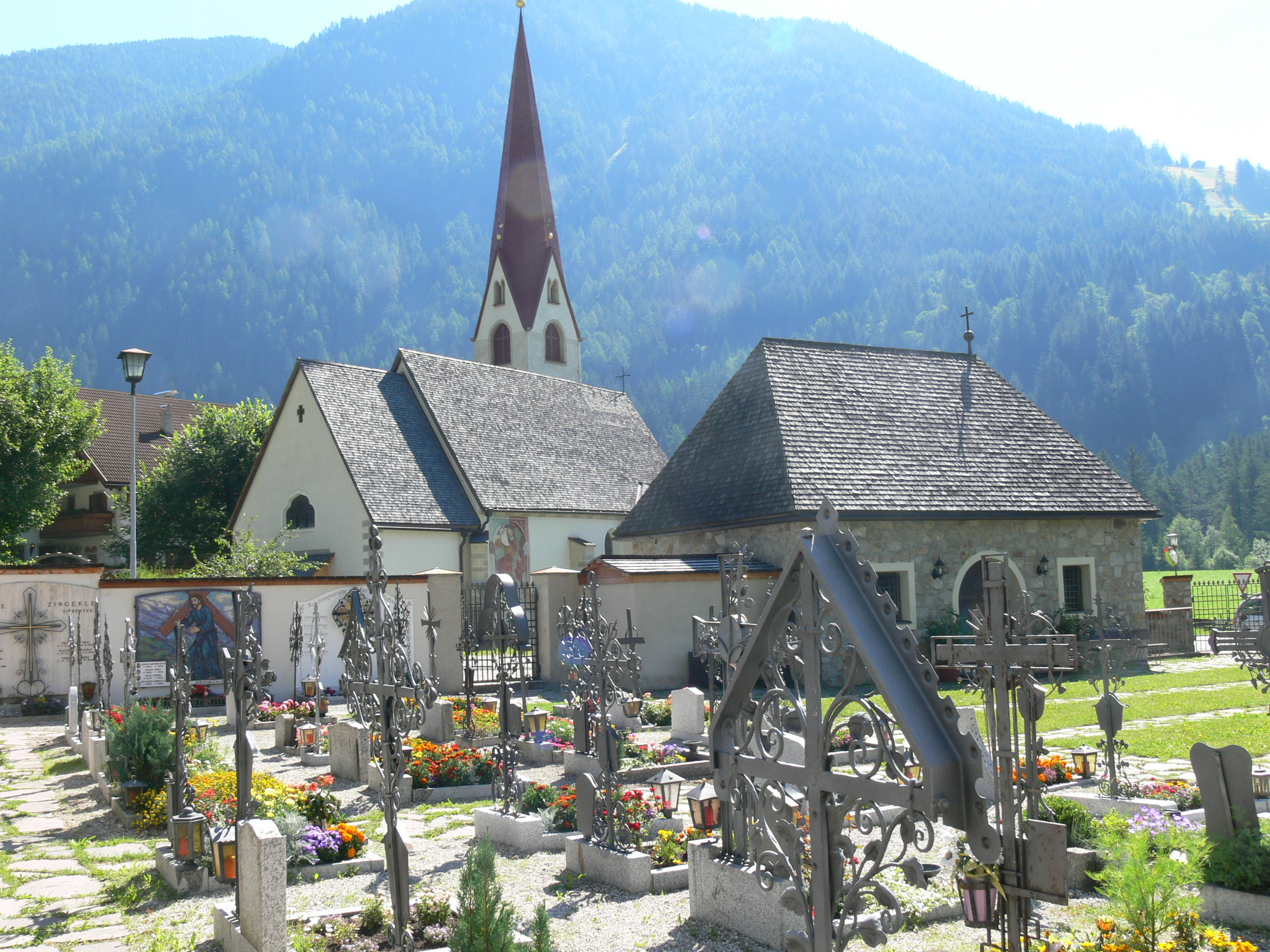
St. Walburg

Die Kirche wurde im 15. Jahrhundert im gotischen Stil errichtet und der heiligen Walburga gewidmet. 1907 wurde die Kirche restauriert und 1954 vergrößert.

## Bildung
In Niedertal gibt es eine Grundschule für die deutsche Sprachgruppe.